# Mundo guanaco
Mundo guanaco es el álbum debut de la banda argentina de heavy metal Almafuerte, publicado en 1995 por el sello discográfico DBN.
La banda se había formado unos pocos meses antes, ya que Hermética se había separado a fines de 1994, y a principios del año siguiente Ricardo Iorio convocó al guitarrista Claudio Marciello y al baterista Claudio Cardaci.

## Detalles
El álbum está compuesto mayormente por canciones escritas por Iorio, sin embargo contiene dos versiones, «Desencuentro», tango popular argentino con letra de Cátulo Castillo y música de Aníbal Troilo; y «De los pagos del tiempo», de José Larralde. 
Además, es la segunda vez que Iorio incursiona en el folklore, creando una letra para «Zamba de resurrección» (La primera había sido en «Moraleja», incluida en Víctimas del vaciamiento).
El folleto del álbum contiene, además de las letras, un póster en el cual se pueden apreciar imágenes relacionadas con la reciente separación de Hermética y con las temáticas a las que hacen referencia las canciones.
«Voy a enloquecer» fue una canción compuesta por Ricardo Iorio y Ricardo Chofa Moreno en los inicios de V8, aunque dicho grupo lo grabó e incluyó en El fin de los inicuos con el título «No enloqueceré» y la letra alterada. 
Aquí aparece con su letra y nombres originales.
Es probable que «Buitres» esté dedicada a sus excompañeros de Hermética, tildándolos de aves de carroña. Esto dio pie a una batalla musical, que sus excompañeros (que formaron Malón) continuaron con «La fábula del avestruz y el jabalí», en su álbum debut, Espíritu combativo.
«Como los bueyes» es un escrito de Pedro Bonifacio Palacios (Almafuerte) que Ricardo Iorio musicalizó. 
Iorio eligió el nombre de la banda en homenaje a dicho autor.
Al tema «De los pagos del tiempo», de José Larralde, se lo pensaba reversionar, en principio, para incluirlo en el segundo disco en vivo de Hermética grabado en el Estadio Obras Sanitarias, pero la idea no prosperó.
«El amasijo de un gran sueño», así como también diversos fragmentos de otras canciones, son referencias indirectas tanto a la reciente separación de Hermética como a Malón, el grupo con el cual siguieron adelante sus excompañeros. En el póster del folleto del álbum aparecen unas revistas que tienen escrito "Iorio separó Hermética" y "Hermética: la otra cara de la moneda", en referencia a las tapas de las revistas Metal y Madhouse, en las cuales se mencionaba la separación.

## Lista de canciones
| N.º | Título                         | Letras                   | Música                 | Duración |  |
| 1.  | «Dijo el droguero al drogador» | Ricardo Iorio            | Ricardo Iorio          | 4:34     |  |
| 2.  | «Desencuentro»                 | Cátulo Castillo          | Aníbal Troilo          | 2:17     |  |
| 3.  | «El pibe tigre»                | Ricardo Iorio            | Ricardo Iorio          | 4:03     |  |
| 4.  | «Como los bueyes»              | Pedro Bonifacio Palacios | Ricardo Iorio          | 2:47     |  |
| 5.  | «Voy a enloquecer»             | Ricardo Iorio            | Ricardo "Chofa" Moreno | 2:02     |  |
| 6.  | «El amasijo de un gran sueño»  | Ricardo Iorio            | Ricardo Iorio          | 3:22     |  |
| 7.  | «De los pagos del tiempo»      | José Larralde            | José Larralde          | 2:04     |  |
| 8.  | «Buitres»                      | Ricardo Iorio            | Ricardo Iorio          | 2:37     |  |
| 9.  | «Sentir indiano»               | Ricardo Iorio            | Ricardo Iorio          | 3:59     |  |
| 10. | «Zamba de resurrección»        | Ricardo Iorio            | Claudio Marciello      | 3:04     |  |

## Créditos
Almafuerte
- Ricardo Iorio - Voz y bajo.
- Claudio Marciello - Guitarra.
- Claudio Cardaci - Batería.

Producción
- Álvaro Villagra - Productor e ingeniero de grabación.
- Marcelo Belén - Asistente.
- David Santos - Masterización.
- DBN - Producción ejecutiva.
- Marcelo Caputo - Mánager.
- Marcelo Tommy Moya - Coordinador.
- Santiago Chaumont - Ilustración.
- José Egea - Fotografía.

Datos tomados de la ficha técnica del álbum de estudio.